# Pitelos
Pitelos (llamada oficialmente Santa María de Pitelos) es una parroquia y un lugar del municipio español de Verea, en la provincia de Orense, Galicia.

## Historia
Hacia mediados del siglo XIX, la parroquia, ya por entonces perteneciente a Verea, tenía contabilizada una población de doscientos habitantes. Aparece descrita en el decimotercer volumen del Diccionario geográfico-estadístico-histórico de España y sus posesiones de Ultramar de Pascual Madoz con las siguientes palabras:

PITELOS (Sta. Maria): felig. en la prov. y dióc. de Orense (4 1/2 leg.), part. jud. de Bande (2), ayunt. de Verea. sit. al S. del monte Calbo, con libre ventilacion y clima saludable. Tiene unas 50 casas y una igl. parr. (Sta. Maria) servida por un cura de entrada y patronato laical. Confina el térm. N. Sorga; E. Candas; S. Sanguñedo, y O. Orille. El terreno es montuoso y de mediana calidad. Nacen en él algunos arroyos que reuniéndose sucesivamente forman el r. Sorga afluente del Arnoya. Atraviesa por el pueblo un camino que dirige á Celanova, Calvos de Randin y otros puntos. prod.: maiz, centeno, patatas, legumbres y pastos; se cria ganado vacuno y lanar, y caza de perdices, liebres y conejos. pobl.: 53 vec., 200 alm. contr.: con su ayunt. (V.).
(Madoz, 1849, pp. 73-74)

## Organización territorial
La parroquia está formada por dos entidades de población:
- Cernadela
- Pitelos

## Demografía

### Parroquia
| Gráfica de evolución demográfica de Pitelos (parroquia) entre 2000 y 2023 |
|                                                                           |
| Datos según el nomenclátor publicado por el INE.                          |

### Lugar
| Gráfica de evolución demográfica de Pitelos (lugar) entre 2000 y 2023 |
|                                                                       |
| Datos según el nomenclátor publicado por el INE.                      |